# Івковецька сільська рада
Івкове́цька сільська́ ра́да — адміністративно-територіальна одиниця та орган місцевого самоврядування у Прилуцькому районі Чернігівської області. Адміністративний центр — село Івківці.

## Загальні відомості
Івковецька сільська рада утворена у 1957 році.
- Територія ради: 68,898 км²
- Населення ради: 2 208 осіб (станом на 2001 рік)

## Населені пункти
Сільській раді були підпорядковані населені пункти:
- с. Івківці
- с. Голубівка

30 грудня 1987 року Чернігівська обласна рада зняла село з обліку село Березівка.

## Склад ради
Рада складалася з 16 депутатів та голови.
- Голова ради: Череп Микола Петрович
- Секретар ради: Пастух Олена Миколаївна

### Керівний склад попередніх скликань
| Прізвище, ім'я, по батькові | Основні відомості                                                                     | Дата обрання | Дата звільнення |
| --------------------------- | ------------------------------------------------------------------------------------- | ------------ | --------------- |
| Гавриленко Ольга Іванівна   | Сільський голова, 1951 року народження, член Всеукраїнського об'єднання «Батьківщина» | 26.03.2006   | 31.10.2010      |
| Череп Микола Петрович       | Сільський голова, 1977 року народження, освіта вища, безпартійний                     | 31.10.2010   |                 |

Примітка: таблиця складена за даними сайту Верховної Ради України

### Депутати
За результатами місцевих виборів 2010 року депутатами ради стали:

#### За суб'єктами висування
| Суб'єкт висування | Кількість обраних депутатів | %    |
| ----------------- | --------------------------- | ---- |
| Самовисування     | 15                          | 93,8 |
| Народна партія    | 1                           | 6,3  |

#### За округами
| № округу       | Прізвище, ім'я, по батькові        | Дата визнання обраним | Освіта             | Партійна приналежність | Відомості про обраного депутата                      |
| -------------- | ---------------------------------- | --------------------- | ------------------ | ---------------------- | ---------------------------------------------------- |
| Народна Партія |                                    |                       |                    |                        |                                                      |
| 5              | Христюк Олег Леонович              | 01.11.2010            | середня            | позапартійний          | СПД Фабриченко В. І., водій                          |
| Самовисування  |                                    |                       |                    |                        |                                                      |
| 1              | Тарасенко Владислав Григорович     | 09.01.2011            | вища               | позапартійний          | м. Прилуки, ОДПІ, старший державний інспектор        |
| 2              | Нешта Олександр Володимирович      | 01.11.2010            | середня            | позапартійний          | тимчасово не працює                                  |
| 3              | Костюченко Олександр Петрович      | 09.01.2011            | вища               | позапартійний          | Асканія ГРУП, охоронець                              |
| 4              | Нощенко Ольга Анатоліївна          | 01.11.2010            | середня спеціальна | позапартійна           | приватний підприємець                                |
| 6              | Хитрик Людмила Вікторівна          | 01.11.2010            | середня            | позапартійна           | ПГ СП ПГ Внештранс, бухгалтер                        |
| 7              | Денисенко Сергій Вікторович        | 01.11.2010            | вища               | позапартійний          | УМВСУ країни, старший слідчий ОВС                    |
| 8              | Піщенко Олег Вікторович            | 01.11.2010            | вища               | позапартійний          | ПГ СП ПГ Внештранс, дректор                          |
| 9              | Кабанов Вячеслав Владиславович     | 01.11.2010            | вища               | позапартійний          | СТОВ «Дружба Нова», агроном                          |
| 10             | Череп Вадим Миколайович            | 01.11.2010            | вища               | позапартійний          | ТОВ МТЗ Агро-Союз, торговий представник              |
| 11             | Дубік Оксана Михайлівна            | 09.01.2011            | вища               | позапартійна           | с. Голубівка, ДНЗ, завідувач                         |
| 12             | Криворучко Валентина Володимирівна | 01.11.2010            | середня            | позапартійна           | тимчасово не працює                                  |
| 13             | Пастух Олена Миколаївна            | 01.11.2010            | вища               | позапартійна           | тимчасово не працює                                  |
| 14             | Нощенко Андрій Андрійович          | 01.11.2010            | середня            | позапартійний          | ТОВ "БУ-1Прилуки ", сторож                           |
| 15             | Мазупенко Валентина Петрівна       | 09.01.2011            | вища               | член Єдиного Центру    | загальноосвітня школа І-ІІ ст. с. Голубівка, вчитель |
| 16             | Півоварова Неля Сергіївна          | 01.11.2010            | вища               | позапартійна           | Івковецька сільська рада, бухгалтер                  |